# Irena Kosmowska

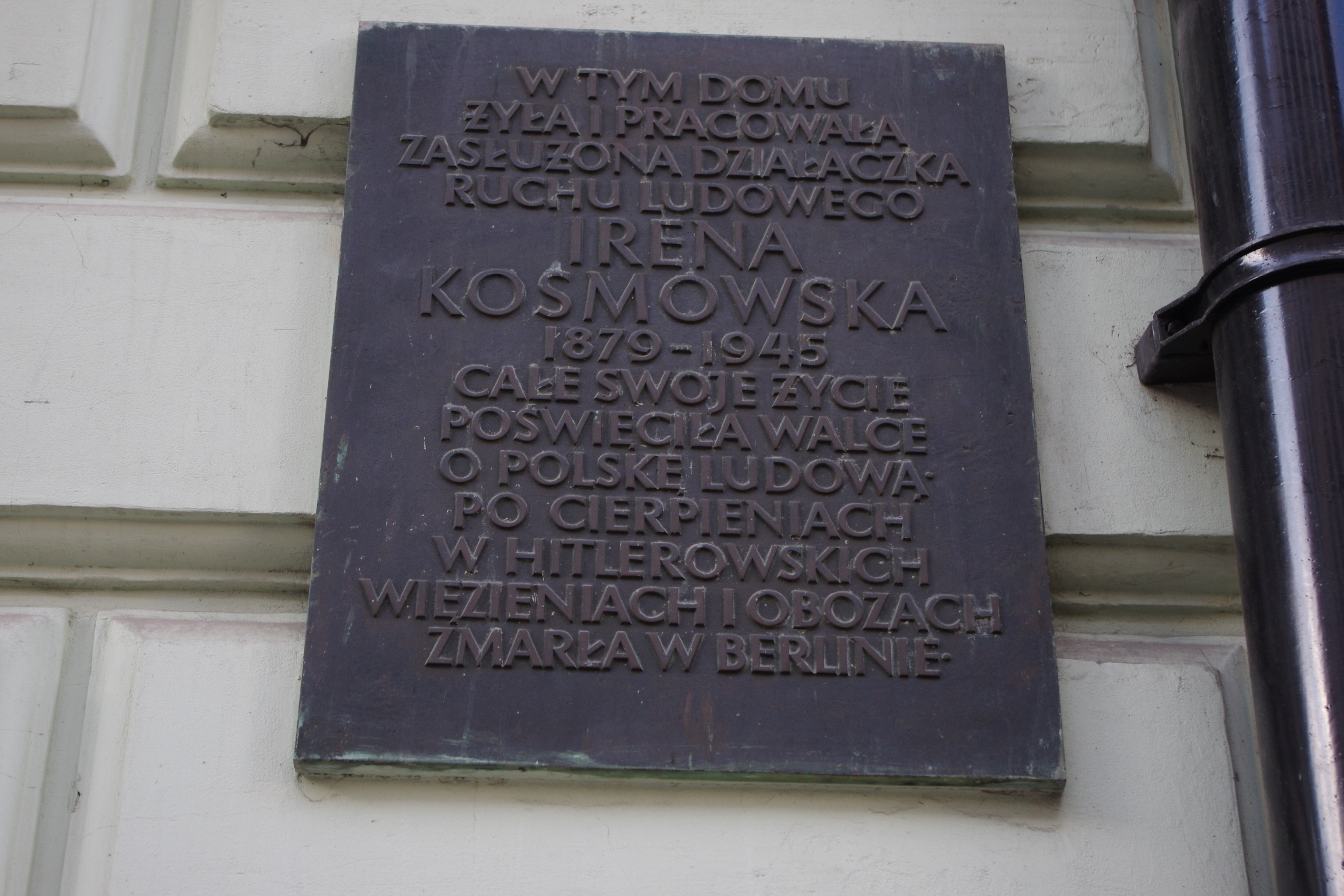
Tablica upamiętniająca Irenę Kosmowską na ul. Nowogrodzkiej 42 w Warszawie

Irena Kosmowska (ur. 20 grudnia 1879 w Warszawie, zm. 21 sierpnia 1945 w Berlinie) – polska działaczka niepodległościowa, ludowa i oświatowa, posłanka na Sejm Ustawodawczy oraz I i II kadencji w II RP. Jej matką była Irena W. Kosmowska, również znana działaczka społeczna.

## Życiorys
Urodziła się w rodzinie inteligenckiej, była córką Wiktoryna i Ireny z Kozłowskich. Uczyła się początkowo w domu, następnie ukończyła tajną pensję w Warszawie i szkołę gospodarczą dla córek ziemiańskich w Kuźnicach koło Zakopanego (1898). Po powrocie do Warszawy wykładała od 1903 na kierowanych przez Jadwigę Dziubińską i Marię Wehyro kursach dla ochroniarek wiejskich w Mariadwinku k. Warszawy. Od 1905 do 1908 studiowała historię i literaturę polską jako wolna słuchaczka na uniwersytecie we Lwowie. Poznała wówczas wielu działaczy galicyjskiego ruchu ludowego, m.in. Marię i Bolesława Wysłouchów, pod których wpływem włączyła się do działalności politycznej. Od 1908 współpracowała, a w l. 1909–1915 była współredaktorką „Zarania”, gdzie publikowała pod pseudonimem Jasiek z Lipnicy. Od 1911 redagowała także dodatek do „Zarania”, „Świt – Młodzi idą”, w którym drukowała utwory młodych poetów ludowych. Była współorganizatorką i sekretarzem generalnym Towarzystwa Kółek Rolniczych im. S. Staszica, gdzie zajmowała się m.in. popularyzacją spółdzielczości wiejskiej. Dzięki jej pomysłowi i wysiłkom oraz pieniądzom powstała w 1913 r. szkoła dla dziewcząt w Krasieninie. Przed I wojną światową brała udział w organizowaniu szkół rolniczych w Kruszynku, Gołotczyźnie, Sokołówku i Bratnem. Wraz z Jadwigą Dziubińską opracowała program pierwszych szkół ludowych wzorowany na duńskich uniwersytetach ludowych i czeskich szkołach rolniczych.
W latach poprzedzających I wojnę światową związała się z lewicą niepodległościową, reprezentując ruch zaraniarski w Komisji Tymczasowej Skonfederowanych Stronnictw Niepodległościowych. Wraz z Maksymilianem Malinowskim redagowała w 1914 nielegalny, popierający irredentę antyrosyjską, dodatek do „Zarania” pt. „Na naszej ziemi”. Po wybuchu wojny uczestniczyła w pracach Zjednoczenia Organizacji Niepodległościowych, była także czynna w tajnej Lidze Kobiet Pogotowia Wojennego i tworzącej się Polskiej Organizacji Wojskowej. W maju 1915 została aresztowana, a w lipcu 1915 wraz z grupą ponad 150 zaraniarzy wraz Maksymilianem Malinowskim wywieziona w głąb Rosji. Przebywała przez pewien czas w więzieniu na Tagance w Moskwie. Dzięki staraniom rodziny została zwolniona za kaucją i zamieszkała w Petersburgu, gdzie działała w Polskim Towarzystwie Pomocy Ofiarom Wojny organizując kursy oświatowe dla uchodźców.
Po powrocie do kraju w 1918 przystąpiła do PSL „Wyzwolenie”. W listopadzie tego samego roku była wiceministrem opieki społecznej w rządzie Ignacego Daszyńskiego. W latach 1919–1931 była członkinią Zarządu Głównego PSL „Wyzwolenie”, a w latach 1919–1930 posłanką na Sejm z ramienia tej partii. Reprezentowała Polskę w Międzynarodowej Unii Parlamentarnej. Jako jedna z 10 posłów na Sejm Ustawodawczy z województwa lubelskiego była członkiem Wojewódzkiego Komitetu Obrony Narodowej w Lublinie w 1920. Była przeciwniczką dwuizbowego parlamentu. W 1930 została skazana na pół roku więzienia za wystąpienie przeciwko Józefowi Piłsudskiemu. W 1931 w wyniku zjednoczenia ugrupowań ludowych została członkinią Stronnictwa Ludowego, gdzie zasiadała w Radzie Naczelnej (1931–1939); od 1939 była też członkinią Naczelnego Komitetu Wykonawczego SL. Redagowała organ partii „Zielony Sztandar”. Wspomagała działalność Związku Młodzieży Wiejskiej RP. W 1932 współorganizowała Towarzystwo Oświaty Demokratycznej „Nowe Tory”. Była też członkinią Ligi Obrony Praw Człowieka i Obywatela, a także Czerwonej Pomocy w Polsce.
Podczas II wojny światowej uczestniczyła w działaniach podziemnego ruchu ludowego (SL „Roch”). Aresztowana została w nocy z 18 na 19 lipca 1942 przez gestapo. Więziona była początkowo na Pawiaku, a następnie w Berlinie (Moabit), gdzie zmarła 21 sierpnia 1945 wskutek ran, jakie odniosła kilka miesięcy wcześniej podczas bombardowania miasta. Pochowana została w 1961 w Alei Zasłużonych na cmentarzu wojskowym na Powązkach (kw.A25-tuje-8).

## Odznaczona
Odznaczona Krzyżem Niepodległości (1938). Pośmiertnie odznaczona Orderem Krzyża Grunwaldu I klasy.